# NGC 2346
NGC 2346 es una nebulosa planetaria en la constelación de Monoceros, el unicornio, distante unos 2000 años luz de la Tierra. Por su forma característica recibe el nombre de Mariposa NGC 2346, siendo Nebulosa Mariposa un sobrenombre utilizado para diferentes nebulosas cuya forma recuerda las alas de este insecto. Con un telescopio de aficionado resulta un objeto grande pero tenue, por lo que es recomendable el uso de un filtro para nebulosas. 
NGC 2346 fue descubierta por William Herschel en 1785.
En el centro de esta nebulosa bipolar se encuentra una estrella binaria espectroscópica cuyas componentes, muy próximas entre sí, giran una en torno a la otra cada 16 días. Hace millones de años, probablemente las estrellas estaban más separadas. La estrella más masiva fue la primera en evolucionar, transformándose en una gigante roja que abarcó a su compañera, lo que provocó que giraran más cerca y puso en marcha un proceso responsable de la forma que hoy vemos. La estrella menos masiva, al caer en espiral hacia una órbita interior, expulsó anillos de gas. Una vez que el núcleo de la estrella gigante quedó al descubierto, fuertes vientos estelares inflaron dos enormes burbujas de gas creando el aspecto de mariposa.
Dentro de miles de millones de años, nuestro Sol llegará a ser una gigante roja e igualmente emitirá una nebulosa planetaria, pero probablemente no con forma de mariposa ya que nuestra estrella no forma parte de un sistema binario.